# Justin Fazio
Justin Bruce Fazio (Sarnia, 3 maggio 1997) è un hockeista su ghiaccio canadese naturalizzato italiano, milita come portiere nell'Asiago Hockey, squadra della ICE Hockey League.

## Carriera

### Giovanili
Fazio prese parte ai campionati giovanili canadesi indossando la maglia degli Elgin Middlesex Chiefs nella ALLIANCE U16 e dei Lambton Shores Predators nella GOJHL. 
Nel 2013 venne ingaggiato dai Sarnia Sting franchigia di OHL. In breve tempo riuscì a conquistarsi il ruolo di portiere titolare: si distinse sempre con ottime percentuali, migliorando le sue statistiche nel corso degli anni. 
Dopo aver chiuso la stagione 2017-18 con il 91,8% di parate in 51 partite (miglior portiere per percentuali di salvataggi della OHL), nel 2018 si trasferì nella lega universitaria USports, con la Queen's University, in cui fece registrare il 93,6% di parate in regular season e il 93,2% ai playoff. Queste prestazioni gli valsero la nomina nell'All-Rookie Team e nell'All-Star Team del campionato.

### Club
Nel corso degli anni universitari le positive prestazioni di Fazio furono notate dalle squadre dei più importanti campionati nordamericani, guadagnandosi una convocazione in ECHL con i Reading Royals nel 2017 e due in AHL con i Charlotte Checkers nel 2017 e i Milwaukee Admirals nel 2019.
Nell'estate del 2019 approdò nella lega mitteleuropea Erste Bank Eishockey Liga (dal 2020 rinominata ICE Hockey League), siglando un contratto annuale con l'Hockey Club Bolzano, nel ruolo di backup di Leland Irving. L'anno seguente firmò il rinnovo contrattuale, a cui ne seguì uno ulteriore per la stagione 2021-2022, nella quale riuscì ad aumentare il suo minutaggio sul ghiaccio, alternandosi fra i pali a Kevin Boyle, che incappò in un'annata assai deludente.
Dopo tre anni trascorsi nel capoluogo altoatesino, il 17 giugno 2022 siglò un accordo triennale con l'Asiago Hockey, club neoiscritto alla ICE Hockey League. Con gli stellati si aggiudicò già nel mese di settembre il suo primo trofeo, giocando da titolare l'incontro vinto per 4-3 all'overtime contro gli Unterland Cavaliers, valevole per l'assegnazione della Supercoppa italiana 2022.

### Nazionale
In possesso del passaporto italiano e maturate due stagioni consecutive in una squadra di club italiana, necessarie per vestire la maglia azzurra, Fazio il 1º maggio 2021 esordì con il Blue Team in un'amichevole vinta 1-0 contro la Francia in preparazione al Mondiale, subentrando a partita in corso ad Andreas Bernard.
Nello stesso mese prese parte ai Mondiali di Top Division in Lettonia, giocando da titolare, in assenza di Bernard, e venendo selezionato come uno dei tre migliori giocatori azzurri della competizione. Ad agosto venne convocato per il torneo di qualificazione olimpica di Riga, senza, tuttavia, scendere sul ghiaccio.
Nel 2022 partecipò ai Mondiali di Gruppo A di Helsinki. Giocò l'unico match da titolare  contro il Canada, nel quale gli azzurri uscirono sconfitti per 6-1. Il Torneo si concluse con la retrocessione degli Azzurri in Prima Divisione.
L'anno successivo prese parte ai Mondiali di Iª Divisione - Gruppo A di Nottingham. Fazio si alternò fra i pali con Damian Clara, registrando una percentuale parate dell'85,84%, che risultò essere la peggiore della competizione, che terminò per gli Azzurri con un deludente terzo posto.

## Palmarès

### Club
- Supercoppa italiana: 1

Asiago: 2022

### Individuale
- Miglior media reti subite della ALLIANCE U16: 1

2012-2013 (1.51)
- Miglior percentuale di salvataggi della ALLIANCE U16: 1

2012-2013 (93%)
- GOJHL (Western) Rookie All-Star Team: 1

2013-2014
- Miglior percentuale di salvataggi della OHL: 1

2017-2018 (91,8%)
- USports (OUA East) All-Rookie Team: 1

2018-2019
- USports (OUA East) Second All-Star Team: 1

2018-2019
- Top 3 Player on Team del Campionato mondiale di hockey su ghiaccio: 1

Lettonia 2021